# Pyratula perpusilla
Pyratula perpusilla är en tvåvingeart som först beskrevs av Edwards 1913.  Pyratula perpusilla ingår i släktet Pyratula och familjen platthornsmyggor. Arten är reproducerande i Sverige. Inga underarter finns listade i Catalogue of Life.